# Павловський (Панкрушихинський район)
Па́вловський (рос. Павловский) — селище у складі Панкрушихинського району Алтайського краю, Росія. Входить до складу Зятьковської сільської ради.

## Населення
Населення — 61 особа (2010; 169 у 2002).
Національний склад (станом на 2002 рік):
- росіяни — 95 %